# La Thieuloye
La Thieuloye là một xã ở tỉnh Pas-de-Calais, vùng Hauts-de-France của Pháp.

## Địa lý
Le Thieuloye có cự ly 25 dặm (40 km) về phía tây bắc Arras, gần giao lộ của đường D77 và N41.

## Dân số
| 1962                                                         | 1968 | 1975 | 1982 | 1990 | 1999 | 2006 |
| ------------------------------------------------------------ | ---- | ---- | ---- | ---- | ---- | ---- |
| 376                                                          | 393  | 400  | 394  | 394  | 361  | 439  |
| Số liệu điều tra dân số từ năm 1962: Dân số không tính trùng |      |      |      |      |      |      |

## Địa điểm nổi bật
- Nhà thờ Notre-Dame, thế kỷ 19.

## Nhân vật
- Robert-François Damiens (1715-1757), người âm mưu ám sát vua Louis XV của Pháp năm 1757.